# Lonely Drifter Karen
Lonely Drifter Karen est un groupe musical international, basé à Bruxelles, en Belgique. Il est composé de Tanja Frinta, Marc Meliá Sobrevias, Clément Marion et Maxime Malon[réf. nécessaire].

## Histoire
Le nom de « Lonely Drifter Karen » vient du film Les Idiots de Lars von Trier ; Tanja justifie ce nom pour l'aspect féminin de « Karen », le caractère nomade de « drifter », et la mélancolie de « lonely ». Influencée dès l'enfance par les comédies musicales vues dans les théâtres et salles de cinéma de sa ville natale de Vienne, Tanja Frinta commence à écrire des chansons dès l'adolescence. Elle écoute également beaucoup de post-punk, et fonde un trio d'indie pop féminin dans lequel elle chante et joue de la guitare. Elle part vivre à Göteborg (Suède), et enregistre un EP 4 titres qui paraît sur le label viennois Fettkakao. 
À la recherche d'autres musiciens partageant son amour de la musique de cabaret expressionniste, Tanja rencontre Marc Meliá Sobrevias via Myspace, et part s'installer à Barcelone. Le duo est rejoint par le batteur italien Giorgio Menossi. Ensemble, ils enregistrent l'album Grass is Singing, qui paraît en mai 2008 chez Crammed Discs, et séduit rapidement la presse et les publics européens,,,. Le groupe tourne en France (notamment dans le cadre du festival Les femmes s'en mêlent, ainsi qu'aux primeurs de Massy ou au festival Europavox), en Belgique, Grande-Bretagne, Allemagne, Suisse, Autriche, Italie, Pologne, Espagne, Luxembourg et Pays-Bas.
En septembre 2008, la chanson True Desire est sélectionnée pour illustrer une publicité télévisuelle pour les chaussures Clarks en Grande-Bretagne.
Actuellement basés à Bruxelles et à Barcelone, les membres de Lonely Drifter Karen enregistrent un deuxième album intitulé Fall of Spring en 2010, et un troisième album intitulé Poles en 2012.

## Style musical
Leur musique combine pop et folk avec des influences de cabaret berlinois, de rock indie et de jazz.

## Galerie

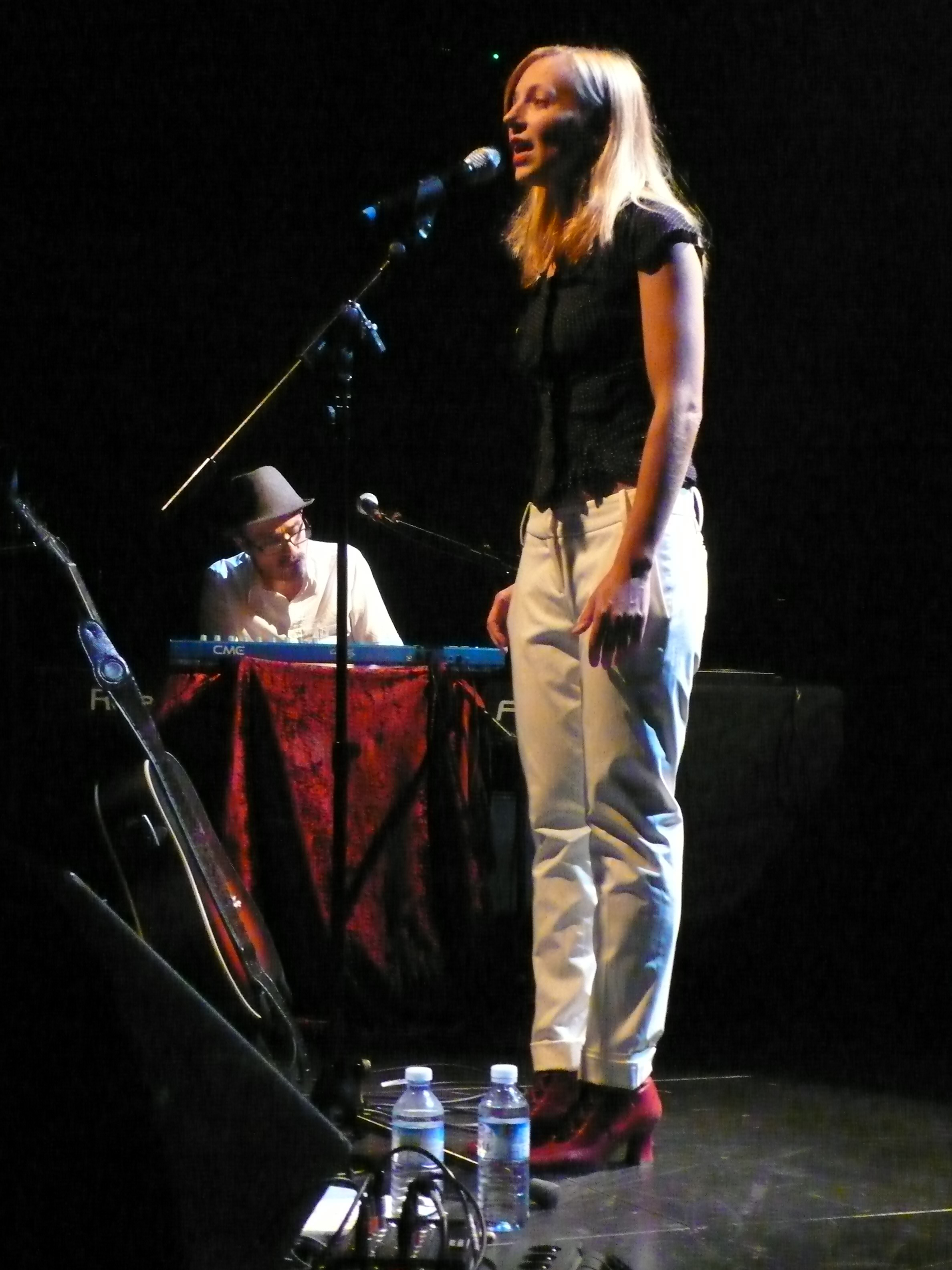
Tanja Frinta et Marc Meliá Sobrevias.
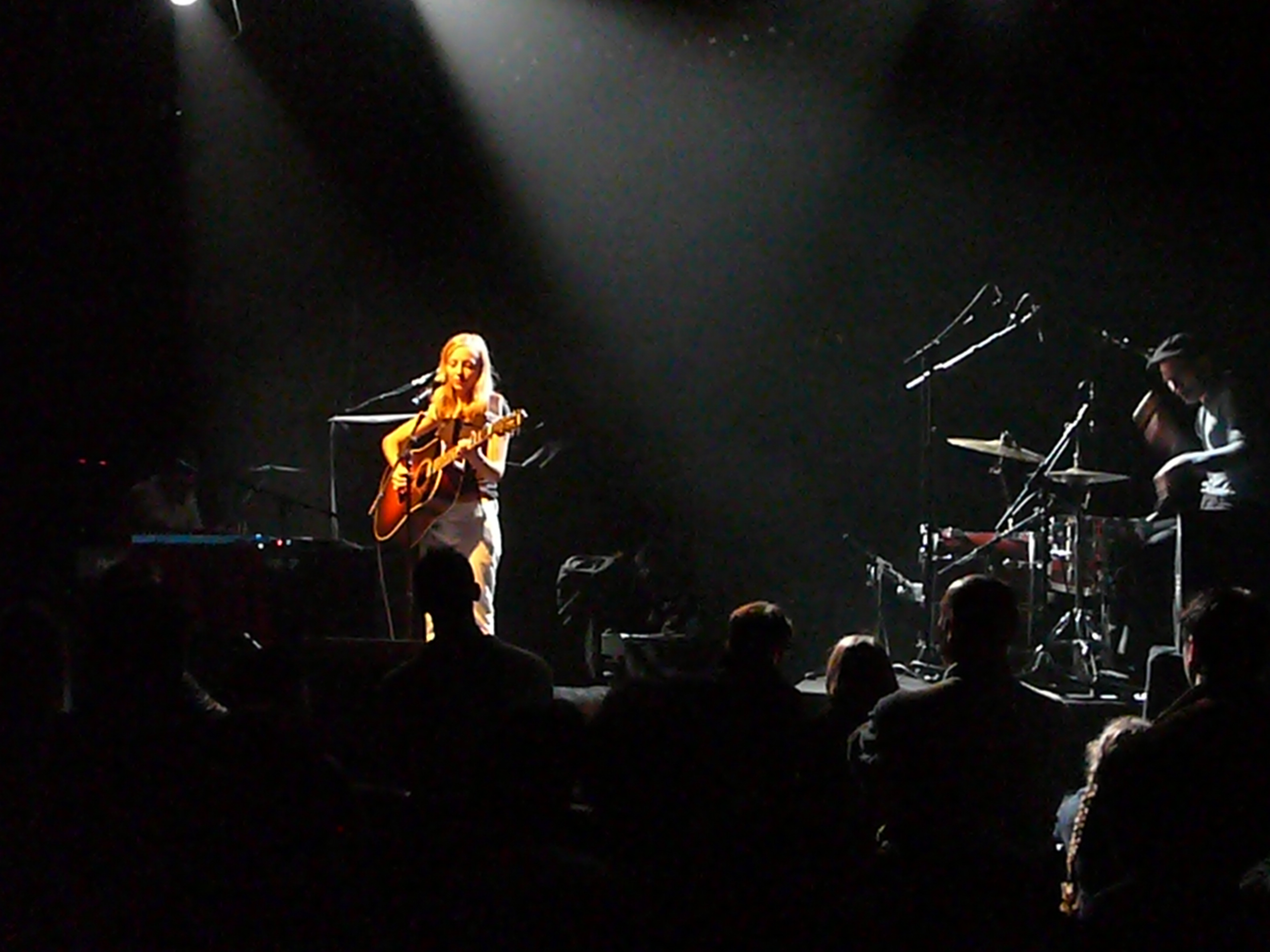
Lonely Drifter Karen en concert.
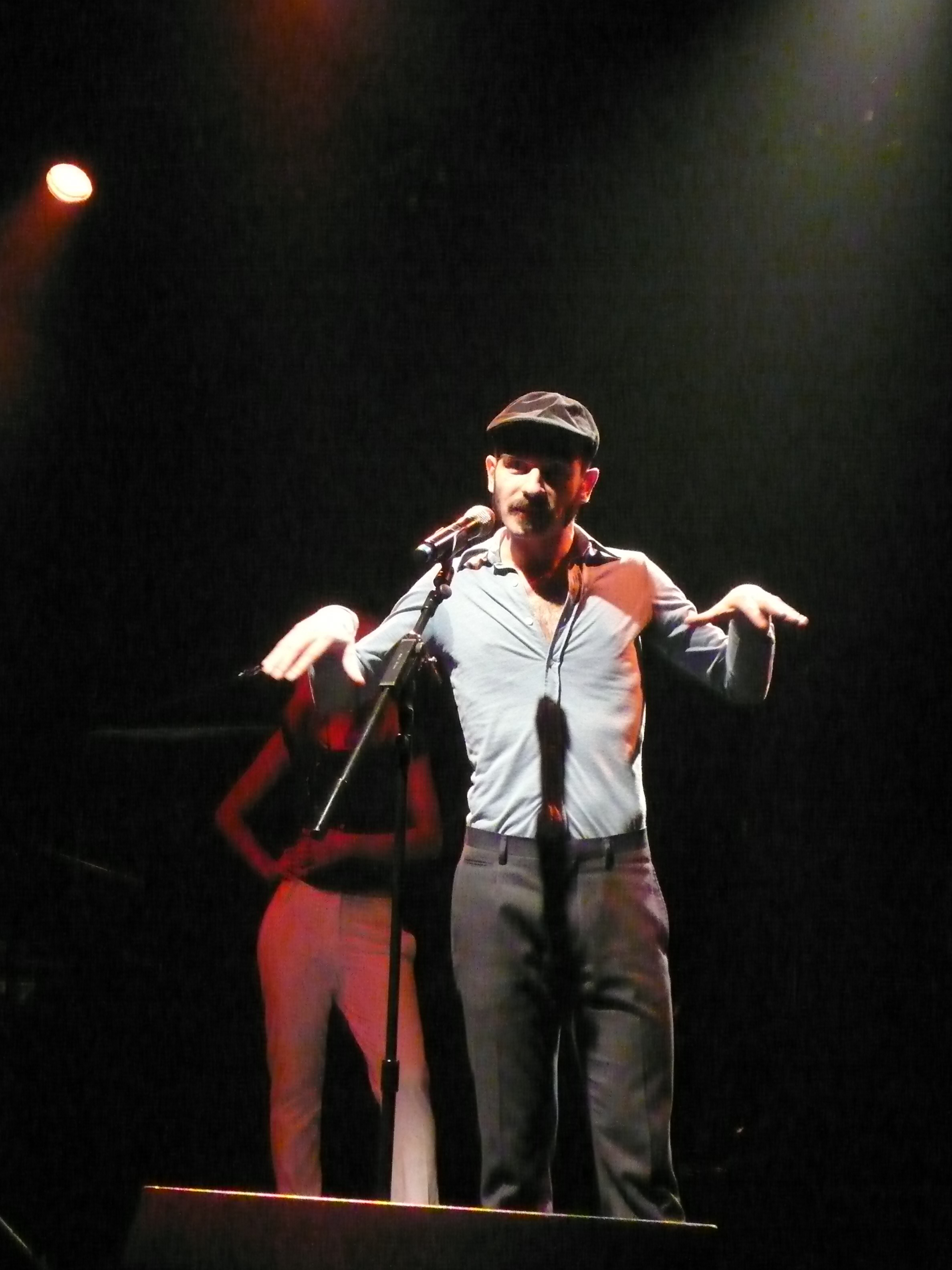
Giorgio Menossi.

## Discographie

### Bandes-son
- 2010 : Light Me the Way, bande-son du court métrage Margarita (Hampa Studios)

### Clips
- The Owl Moans Low (réal. Christina Luschin)
- This World Is Crazy (Live In Paris) (réal. Elsa Dahmani)
- This World Is Crazy (réal. Miguel Eek)

### Collaboration
En 2009, le groupe collabore à l'album de Olivia Ruiz, Miss Météore, avec la chanson en duo When the Night Comes.